# Bob Clark
Bob Clark (Nueva Orleans, 5 de agosto de 1939-Los Ángeles, 4 de abril de 2007) fue un director de cine, productor y guionista estadounidense, conocido por sus películas de horror Black Christmas (1974) y Asesinato por decreto (1978) y las comedias Porky's (1981) y Baby Geniuses (1999).

## Biografía
Benjamin "Bob" Clark nació en Nueva Orleans, Louisiana, el 5 de agosto de 1939. 
Comenzó dirigiendo películas de bajo presupuesto, como Deathdream (1972) y Los niños no deberían jugar con cosas muertas (1972). Después, continuó haciendo películas de terror y suspense con presupuestos un poco más altos, como Black Christmas (1974) o Asesinato por decreto (1978), película protagonizada por Christopher Plummer interpretando al detective Sherlock Holmes.
Después hizo una película dramática, Tribute (1980), y comedias de gran recaudación como Porky's (1981), Porky's 2: al día siguiente (1983), A Christmas Story (1983), Un tiro por la culata (1990), Baby Geniuses (1999) , Los SuperBabies: Baby Geniuses 2 (2004) y Karate Dog (2004).
Clark falleció el 4 de abril de 2007 tras colisionar frontalmente con un conductor borracho y sin licencia, cuando viajaba por la autopista de Los Ángeles junto a su hijo Ariel.

## Filmografía
| Año  | Título                                        | Notas                           |
| ---- | --------------------------------------------- | ------------------------------- |
| 2008 | Blond and Blonder                             | Sin crédito oficial             |
| 2005 | The Karate Dog                                | Película para televisión        |
| 2004 | Los SuperBabies: Baby Geniuses 2              |                                 |
| 2003 | Maniac Magee                                  | Película para televisión        |
| 2002 | Now & Forever                                 |                                 |
| 2000 | Catch a falling star                          | Película para televisión        |
| 1999 | I'll remember April                           |                                 |
| 1999 | Baby Geniuses                                 |                                 |
| 1998 | The Ransom of Red Chief                       | Película para televisión        |
| 1996 | Stolen Memories: Secrets from the Rose Garden | Película para televisión        |
| 1995 | Derby                                         | Película para televisión        |
| 1995 | Fudge                                         | Serie de televisión, 1 episodio |
| 1994 | It runs in the family                         |                                 |
| 1993 | The American Clock                            | Película para televisión        |
| 1990 | Loose Cannons                                 |                                 |
| 1987 | From the Hip                                  |                                 |
| 1985 | Amazing Stories                               | Serie de televisión, 1 episodio |
| 1985 | Turk 182                                      |                                 |
| 1984 | Rhinestone                                    |                                 |
| 1983 | A Christmas Story                             |                                 |
| 1983 | Porky's 2: al día siguiente                   |                                 |
| 1981 | Porky's                                       |                                 |
| 1980 | Tribute                                       |                                 |
| 1979 | Asesinato por decreto                         |                                 |
| 1976 | Breaking Point                                |                                 |
| 1974 | Black Christmas                               |                                 |
| 1974 | Dead of Night                                 |                                 |
| 1972 | Children shouldn't play with dead things      |                                 |
| 1967 | She-Man: A Story of Fixation                  |                                 |
| 1966 | The Emperor's New Clothes                     | Cortometraje                    |